# 永島敏行
永島 敏行（、1956年〈昭和31年〉10月21日 - ）は、日本の俳優、実業家。本名同じ。血液型はO型。所属事務所はグランドスラム。

## 人物
千葉県千葉市中央区今井出身。千葉市立高等学校を経て、専修大学文学部人文学科卒業。
父は当初競輪選手だったが、宿泊していた旅館の娘（永島の母）と結ばれて結婚。これを機に競輪選手を引退し、旅館を継ぐことになった（旅館は現在は廃業している）。永島家のルーツは和歌山県だという。
中学校時代から親しみ、自らのチームを持つほど熱中している野球や、殺陣、さらには米作りなど幅広い趣味を持つ。農林水産物に関するコンサルティングならびに講演などを行う「有限会社青空市場」の代表取締役でもある。

## 略歴

### 俳優としての活動・評価
高校時代に野球部に所属し、専修大学進学後は準硬式野球部に入部した経歴を買われて、1977年に映画『ドカベン』で俳優デビュー。2作目の『サード』が作品として高い評価を受けるのに伴い、主演を務めた永島にも注目が集まり、その年の国内の新人賞を多数獲得した。ちなみに上記2作品は、共に父親が永島に黙ってオーディションに応募したことで出演に至った。1980年前後は主演格として活躍し、1981年には『遠雷』で都市化していく宇都宮を舞台に、時流に抗う農家の青年役を演じてブルーリボン賞主演男優賞を受賞。
以降は、身軽なフットワークと安定した演技力で映画、テレビドラマ、舞台にて主に脇役として活動を続けている。
2004年公開の映画『透光の樹』では、クランクイン後に主演の萩原健一がスタッフや共演者との確執から映画を降板。急遽永島が代役を務めるといったハプニングに見舞われるも、持ち前の落ち着いた演技で撮影を無事終了。大人の激しい純愛を描いたこの作品は国内外で一定の評価を受ける。
戦争映画にも多数出演しているが、何故か話の途中で戦死する役にキャスティングされることが多く、本人も雑誌の取材で「不思議なジンクス」と述べている。また、自衛官の役にこれまで3回もキャスティングされている。

### 農業コンサルタントとしての活動
1993年に秋田県平鹿郡十文字町（現在の横手市）で初めて米作りを体験。以降、十文字町や千葉県成田市で知人らとともに地元の農家から毎年米作りを教わる。俳優として活動する傍ら東京都中央区銀座などで「青空市場」を開催し、生産者と消費者の架け橋として精力的に活動。2005年2月には同名の有限会社を設立し代表取締役に就任。各地方自治体と提携して農畜産物および水産物の販売や人材育成を実施。活動の様子はテレビや雑誌など各メディアでたびたび取り上げられている。
食に関するNHK総合の情報番組『産地発!たべもの一直線』では司会を担当。
2013年には、秋田県立大学の客員教授に就任。「生物資源科学への招待」と題して農業の魅力を教える。

## エピソード

### 作品に関するエピソード

#### 『サード』について
『ドカベン』には出演したものの、この頃は特に将来俳優になることは考えておらず以前と同じ大学生活に戻った。当時大学の準硬式野球部には連帯責任が課せられており、一人が練習をサボると周りにも迷惑がかかった。このため永島は、部の練習を優先して父親が応募した『サード』のオーディションには行かなかった。しかし数日後、オーディションのスタッフから電話で「該当者がいなかったから面接に来てほしい」と頼まれた。
面接に行くと大したやり取りもないまま、同作への出演が決まった。寺山修司が書いた同作の脚本には「野球をやっている無口な少年」とあり、永島の役にはほとんどセリフが書かれていなかった。永島が後日スタッフから聞いた話によると、「君の喋らない顔がいい」との理由から採用が決まったとのこと。
台本にはシーンごとにテーマみたいなものは書かれていたが、例えば共演者との喫茶店のシーンでは東陽一監督から「お前たち、“お金を儲けるにはどうしたらいいか”という雑談をしてろ」と指示された。『サード』ではこのように、自分の言葉で話したことで演技をしている意識は全くなく気負うこと無く撮影に臨むことができたとのこと。

#### 軍人・自衛官役について
デビューから数年間は、軍人や自衛官役として多くの映画に出演が続く。永島によるとデビューした当時の芸能界では髪の毛の長い男性アイドルが多く、「僕みたいな坊主頭で体格がゴツイ奴は珍しかった。それでこういう役のオファーが多く来たのでしょう」と回想した。
この結果20代前半はほぼ丸刈りのような髪型で過ごすことになり、一時は週刊誌などで“軍人役者”と書かれることもあった。しかし、本人は「当時は岡本喜八や松林宗恵といった素晴らしい監督たちと仕事ができることが嬉しく、みんなで作品を作る喜びを感じ“こんな楽しい世界にいていいのか”という気持ちだった」と後年語っている。

#### その他の作品
「自身についた“永島敏行＝戦争映画”のイメージをそろそろ変えたい」と思っていた頃、『遠雷』の映画化の話を知って原作を読んだ。千葉育ちの永島は舞台となる“都市化される宇都宮”に、東京近郊ということで親近感を感じ当時の自分の気持ちにフィットしたことから、役者人生で初めて自分から「この映画に出たい」という気持ちが芽生え、後日主役に選ばれた。
1984年に『湯殿山麓呪い村』に主演し、即身仏の発掘にまつわる連続殺人事件に巻き込まれる学者を演じた。監督の池田敏春は作品作りに妥協しないため、徹夜で撮影をすることはザラで、ワンカット撮るのに5時間かかったこともあったという。撮影期間中、撮影所の食堂で早朝に徹夜開けの朝食を取っていると他作品の出演者やスタッフから「池田組早いな。もう集まっているの？」と言われ、「いえ、昨日からいます」と答えては驚かれることが毎日のようにあったとのこと。　
1995年に始まったドラマ『新宿鮫』シリーズでは、舘ひろし扮する鮫島警部と対決する冷徹なエリート警察官僚を演じた。永島の役は感情をあまり表に出さない役だったが役者として面白味を感じていた。既成のルールを破っていく鮫島に対抗する上で、永島は自分のどの“色”を出せば、鮫島の存在をより輝かせるのかを考えた。これがきっかけで他の作品でも、役を演じる上で自分の役割をどこに持っていくかを考えるのがものすごく好きになったという。　

### その他のエピソード

#### 演技に関して
デビューからの数年間で映画やドラマで活躍するようになったが、この頃の自身について「素の永島敏行が何もできないのに、役者としての永島敏行がどんどん先に行くような感覚に陥った」と評している。その状況に共演した東陽一監督などから、「お前は芝居できないんだからしようと思うな」、「土のついた大根だからそのままでいろ」、「下手に演技なんか考えるな」などと一見辛辣にも思えるような助言をされた。この言葉により「僕は素材なんだ。演技の勉強の経験がなかったことが逆に良かったのかもしれません」との考えに至ったとのこと。また、自身の演技について「僕は真剣にやればやるほど演技が下手になるところがある」と自己評価している。

#### 短期留学
1987年に3ヶ月間スケジュールを調整して、ボイストレーニングのためイギリスに留学した。それまで演技の基礎的な技術の練習をしないままキャリアを重ねてきた永島にとって初めての経験となった。この留学は、1983年に参加した初舞台『悲劇アトレウス家の崩壊』で外国人の演劇プロデューサーからボイトレを勧められたのがきっかけ。
留学時は、ロイヤル・シェイクスピア劇団についているボイストレーナーのレッスンを受けて舞台での発声法や表現方法を学んだ。イギリス人トレーナーの教え方は褒めて伸ばすタイプで、永島はこのレッスンを「非常に楽しかった」としており舞台で通る声を身につけた。ただしこの留学で得るものが大きかったとする一方、舞台以外の作品でこの発声をすると嘘っぽくなる恐れや、自分の声に酔って演技が二の次になる恐れという落とし穴もあることに気づき、演技の難しさを改めて知ったという。

#### 高倉健とのエピソード
永島は若手時代に高倉健と映画で2度共演しており、『動乱』では高倉の部下役、『駅 STATION』では高倉の弟役を演じている。高倉について「寡黙な人のイメージがあるかもしれませんが、普段はよく冗談をおっしゃる方でした。非常に優しい人で、まだ若手だった僕が高倉さん相手に緊張しないようフランクに接して下さった」。
永島がある年の誕生日にマネジャーと二人でスナックで飲んでいると、店に高倉から電話が入り「今から行くから」と告げられた。「大スターの高倉さんが店に来たら騒ぎになる」と永島がマネジャーと店の表で待った所、車で現れた高倉から「誕生日おめでとう」とロレックスの高級腕時計をプレゼントされた。また、ある時には高倉から「“屈辱”は、エネルギーだ。失敗した時の恥を自分の中に溜め込むことで人は変わっていける」と助言され、感銘を受けた。

## 出演

### テレビドラマ
- 混声の森（1978年、TBS系） - 石田恭太
- 日曜劇場 こぎとゆかり（1978年11月12日、CBC） - 高山輝明
- 人はそれをスキャンダルという（1978年、TBS系） - 吉永隆一
- 大空港（1979年、フジテレビ系） - 西條慎吾刑事
- 大河ドラマ（NHK）
  - 獅子の時代（1980年） - 平沼鉱造
  - 毛利元就（1997年） - 赤川元保
  - 武蔵 MUSASHI（2003年） - 柳生厳勝
  - 風林火山（2007年） - 村上義清
  - いだてん〜東京オリムピック噺〜（2019年） - 武田千代三郎
- あゝ野麦峠（1980年、TBS系）
- 二百三高地 愛は死にますか（1981年、東映・TBS系） - 小賀武志
- 和宮様御留（1981年、フジテレビ系） - 土井重五郎
- ドラマ人間模様（NHK）
  - 父への手紙（1983年） - 田島健一郎
- 朝日放送創立35周年記念ドラマ「女の一生」原作・遠藤周作、監督・齋藤武市（1985年3月1日、3月2日、テレビ朝日系） - 清吉
- 幕末青春グラフィティ 福沢諭吉（1985年、TBS系）2005年2月25日再放送 - 大友仙吉
- あきれた刑事（1987年、日本テレビ系） - 主演・黒木達男
- 避暑地の猫（1988年9月1日-9月22日、テレビ朝日系） - 久保修平
- 円谷プロ50周年記念「ウルトラマンをつくった男たち」〜星の林に月の舟〜（1989年、TBS） - TBS編成局員
- 奇兵隊（1989年、ユニオン映画・日本テレビ系） - 久坂玄瑞
- シャボン玉の消えた日〜シャボン玉ホリデー・笑いにかけた青春物語〜（1989年、日本テレビ系） - 河野洋
- 月曜ドラマスペシャル （TBS系）
  - 夏樹静子の第三の女（1989年） - 大湖浩平
  - 早乙女千春の添乗報告書7（1998年） - 磯貝正信
  - 十津川警部シリーズ18（1999年）
  - 山村美紗サスペンス「検視官江夏冬子5」京都慕い雛殺人事件（2000年3月6日） - 佐伯秀夫
- ロッキー青木物語・グッドラックロッキー（1990年、フジテレビ系） - 主演・ロッキー青木
- 世にも奇妙な物語（フジテレビ系）
  - 第2シリーズ「ざしきわらし」（1991年） - 主演・西沢浩
  - 第2シリーズ「無人艦隊」（1991年） - 主演・水島二等海佐
  - 2005春の特別編（2005年） - 桐島一樹
- 残月の決闘（1991年、CX / 松竹） - 鵜飼半十郎
- 幕府お耳役檜十三郎（1991年、テレビ東京系） - 主演・檜十三郎
- 土曜グランド劇場・まったナシ!（1992年、日本テレビ系） - 直井修司
- 日本名作ドラマ 踊子/永井荷風（1993年、テレビ東京系） - 山村浩
- 郷土の偉人シリーズ（テレビ熊本、フジネットワーク九州ブロック）
  - 明治青春伝 〜孫文と宮崎四兄弟 アジアの自由と独立の旗の下に〜（1993年11月3日） - 宮崎民蔵 役（特別出演）
  - 知られざる清浦奎吾の生涯 熊本初の総理大臣（2000年11月3日） - 主演・清浦奎吾 役
  - 農魂の人・松田喜一伝 〜人間作れ、土作れ!〜（2003年11月3日） - 主演・松田喜一 役
- カミング・ホーム（1994年、TBS系） - 片桐慎也
- 新宿鮫シリーズ（1995年- 2002年、NHK / NHK-BS） - 香田
- 火曜サスペンス劇場（日本テレビ系）
  - 小京都ミステリー15 大和路くみひも殺人事件（1995年） - 藤村耕平
  - 年末特別SPECIAL 深夜高速バス 東京-博多、女の夢と明日を砕くバスジャック （1995年）
  - 刑事（1997年2月） - 野津崇
  - 刑事・鬼貫八郎11 積木の塔（2000年） -大京物産 重役･由比義則
  - 弁護士・朝日岳之助15 北上川殺人暮色（2000年） - 宮原功一
  - 地方記者・立花陽介19 箱根小田原通信局（2002年） - 江間英彦
- ドラマ新銀河（NHK）
  - いらっしゃい（1996年） - 井筒英次 役
- 俺たちに気をつけろ。（1996年、よみうりテレビ制作・日本テレビ系） - 大友省吾
- 織田信長 天下を取ったバカ（1998年、TBS） - 生駒八右衛門
- 暴れん坊将軍シリーズ（東映・テレビ朝日系）
  - 暴れん坊将軍IX 第1話「遊郭に仕掛けられた罠 吉宗VS闇将軍」（1998年） - 雲切仁左衛門
  - ドラマスペシャル 暴れん坊将軍（2008年、東映・テレビ朝日系） - 高岡左馬之介 役
- 土曜ワイド劇場
  - 超完全犯罪の女医（1998年、大映テレビ・テレビ朝日系）
  - 法医 歯科学の女3（1999年、東映・テレビ朝日系） - 秋田和彦
  - ヤメ検の女4（2013年、G・カンパニー・朝日放送） - 羽白治夫
  - 監察官・羽生宗一2（2014年、ユニオン映画・テレビ朝日系） - 時田実
  - ショカツの女 新宿西署 刑事課強行犯係13（2017年） - 相馬和夫
- 緋が走る（1999年、NHK）- 松本竜雪
- ボーダー 犯罪心理捜査ファイル（1999年、日本テレビ系） - 都築了
- 金曜エンタテイメント「赤い霊柩車13」（2000年、フジテレビ系） - 小田切警部
- ストロベリーオンザショートケーキ（2001年、TBS系） - 入江憲吾
- 女と愛とミステリー 「警視庁心理分析捜査官・崎山知子1」（2002年） - 篠原壮介
- 農魂の人・松田喜一伝〜人間作れ、土作れ!〜（2003年、テレビ熊本） - 松田喜一
- 忠臣蔵（2004年、東映、テレビ朝日系） - 赤埴源蔵
- 銭形平次2 第2話「孤独な少女!偽りの父に潜む謎」(2005年、テレビ朝日) - 正田太一郎
- 天下騒乱〜徳川三代の陰謀（2006年、テレビ東京系） - 柳生兵庫助
- 生物彗星WoO（2006年、NHK） - 山南大輔
- 赤い奇跡（2006年、TBS系） - 西川太
- 刺客請負人（2007年、テレビ東京系） - 葛又五郎
- 相棒（テレビ朝日）
  - Season6 第10話「寝台特急カシオペア殺人事件!」（2008年1月1日） - 安藤礼治
  - season15 第10話「帰還」（2017年1月1日） - 四方田松榮
- 7人の女弁護士 第3話（2008年、テレビ朝日系） - 藤川啓吾
- テレビ朝日開局50周年記念ドラマスペシャル「刑事一代 平塚八兵衛の昭和事件史」（2009年6月20日、テレビ朝日系） - 北村裕一郎
- Lドラ かりゆし先生ちばる! 第23話・第27話・第46話・第48話（2009年7月29日・8月4日・31日・9月2日、テレビ東京系） - 長沢巧 役[11][12][13]
- 人間動物園（2009年7月19日、WOWOW）
- JNN50周年記念 歴史大河スペクタクル 唐招提寺1200年の謎〜天平を駆けぬけた男と女たち （2009年11月3日、TBS系） - 藤原仲麻呂 役
- 経済ドキュメンタリードラマ ルビコンの決断 「シャープ液晶物語」（2010年9月2日、テレビ東京系） - 主演・町田勝彦
- 2夜連続 松本清張スペシャル 球形の荒野（2010年11月26日・27日、フジテレビ系） - 佐々木実
- 忠臣蔵〜その男、大石内蔵助（2010年12月25日、テレビ朝日系） - 多門伝八郎
- 黄昏流星群 〜C-46星雲〜（2011年2月20日、関西テレビ） - 飯田専務
- 月曜ゴールデン「ヤメ刑探偵 加賀美塔子」（2011年6月6日、TBS） - 朝倉司郎
- 水戸黄門（TBS / C.A.L）
  - 第37部 第18話「真夏の恋の物語 -尾花沢-」（2007年8月6日） - 真崎翔之介
  - 第43部 第2話「人情長屋で待つ女 -品川-」（2011年7月11日、C.A.L・TBS系） - 英次
- BS時代劇「塚原卜伝」（2011年10月 - 11月、NHK BSプレミアム） - 松本備前守
- 土曜ドラマスペシャル（NHK総合）
  - 使命と魂のリミット（2011年11月5日・12日） - 氷室健介
  - 真珠湾からの帰還 〜軍神と捕虜第一号〜（2011年12月10日、NHK名古屋） - 山本五十六
- 金曜プレステージ「山村美紗サスペンス 黒の滑走路〜禁じられた一族〜」（2012年1月13日、フジテレビ系） - 樺沢潔
- 水曜ミステリー9（テレビ東京系）
  - 監察医・篠宮葉月 死体は語る12（2012年11月28日） - 益岡和夫
  - 特命おばさん検事! 花村絢乃の事件ファイル4（2015年8月5日） - 安川春樹
  - 軽井沢駐在犬日誌 謎の殺人事件&飼い犬誘拐…身代金1億!?（2015年11月4日） - 秋山恭介
- ガリレオXX 内海薫最後の事件 愚弄ぶ（2013年6月22日、フジテレビ系） - 多々良
- BAD BOYS J（2013年4月 - 6月、日本テレビ） - 岩田章
- 怪奇大作戦 ミステリー・ファイル 第4話（2013年11月16日、NHK BSプレミアム） - 飯田橋政夫
- スペシャルドラマ「必殺仕事人2014」（2014年7月27日、朝日放送） - 隆斎
- ドキュメンタリードラマ「時代をプロデュースした者たち」（2014年12月20日、NHK BS1） - 川上哲治
- 激動!世紀の大事件 オウム真理教と闘った家族の全記録〜地下鉄サリン事件20年〜（2015年3月20日、フジテレビ系） - 永岡弘行
- 科捜研の女 第15シリーズ 第13話（2016年2月25日、テレビ朝日） - 片岡裕二
- 月曜名作劇場（TBS）
  - 新・十津川警部シリーズ1 伊豆・下田殺人ルート（2017年1月23日） - 浦辺光義
- 探偵・日暮旅人 第6話（2017年2月26日、日本テレビ） - 権藤博
- アキラとあきら (2017年7月 - 8月、WOWOW） - 羽根田一雄
- トットちゃん!（2017年10月 - 12月、テレビ朝日） - 鴨田会長
- BG〜身辺警護人〜（2018年1月 - 3月、テレビ朝日） - 今関重信
- 刑事ゼロ スペシャル（2019年9月15日、テレビ朝日） - 萩村重一
- 月曜プレミア8 （テレビ東京）
  - 越境捜査（2020年4月20日） - 韮沢克文
  - 今野敏サスペンス 機捜235III（2022年5月16日）- 神谷健吾
- セイレーンの懺悔（2020年） - 簑島壮介
- 正月時代劇 ライジング若冲 天才 かく覚醒せり（2021年1月2日、NHK総合・NHK BS4K） - 無間禅師
- ホテルマン東堂克生の事件ファイル〜八ヶ岳リゾート殺人事件〜（2022年1月22日、BS-TBS） - 松岡智久 役
- 大河ドラマが生まれた日（2023年2月4日、NHK総合） - 山岡光雄 役[14]
- 連続ドラマW（WOWOW） 
  - フィクサー Season1（2023年4月23日 - 5月21日） - 殿村茂 役[15][16]
  - 事件（2023年8月13日 - 9月3日） - 谷本一夫 役[17]
- 秘密を持った少年たち 第5話 - 第9話（2023年11月4日 - 12月2日、日本テレビ）

### 映画
- ドカベン（1977年） - 長島徹[注釈 7]
- サード（1978年） - 主演・妹尾新次
- 事件（1978年） - 上田宏
- 帰らざる日々（1978年）
- 皇帝のいない八月（1978年） - 矢島一曹
- 俺たちの交響楽（1979年） - 菊地保
- 日蓮（1979年） - 日興
- わが青春のイレブン（1979年、東映） - 主演・矢吹健一
- 十八歳、海へ（1979年） - 主演・桑田敦天
- 英霊たちの応援歌 最後の早慶戦（1979年） - 主演・秋山信吾
- 動乱（1980年） - 溝口英雄
- 復活の日（1980年） - 松尾明正
- 二百三高地（1980年） - 乃木保典
- 地震列島（1980年） - 橋詰雅之[18][2]
- さらば、わが友 実録大物死刑囚たち（1980年）
- 連合艦隊（1981年） - 本郷英一[18][2]
- 幸福（1981年） - 北刑事[19]
- 遠雷（1981年）
- 駅 STATION（1981年） - 道夫
- ロングラン（1982年） - 主演・山中隆男
- 赤い帽子の女（1982年）
- 人生劇場（1983年） - 青成瓢吉
- 地平線（1984年） - 藤木良夫
- 湯殿山麓呪い村（1984年） - 滝連太郎
- ミシマ:ア・ライフ・イン・フォー・チャプターズ Mishima: A Life In Four Chapters 「奔馬」（1985年） - 飯沼勲
- キャバレー（1986年） - 関東連合運転手
- 子象物語 地上に降りた天使（1986年） - 秋元圭司
- 時計 Adieu l'Hiver（1986年） - 木谷大介
- 青春かけおち篇（1987年）
- 黒いドレスの女（1987年） - 田村秀介
- 次郎物語（1987年） - 喜さぶ
- 愛はクロスオーバー（1987年） - 梶山潤
- 日本殉情伝 おかしなふたり ものくるほしきひとびとの群（1988年） - 成田和美
- 噛む女（1988年）
- 異人たちとの夏（1988年） - 間宮一郎
- 危ない話（1989年）
- ゴジラシリーズ
  - ゴジラvsビオランテ（1989年） - 山本精一技術部長[20][2][21][3] ※友情出演
  - ゴジラ×メガギラス G消滅作戦（2000年） - 宮川卓也[22][3]
  - ゴジラ×メカゴジラ（2002年） - 宮川二尉[23][3]
- ドンマイ（1990年）
- 真夏の地球（1991年）
- MISTY（1991年）
- 曼荼羅 若き日の弘法大師・空海（1991年） - 主演・空海
- 彼女が結婚しない理由（1992年）
- 夢の女（1993年）
- 夜がまた来る（1994年）
- ひめゆりの塔（1995年） - 仲宗根政文
- 午後の遺言状（1995年）
- GONIN （1995年） - 大越康正 
  - GONIN2 （1996年）
- 三たびの海峡 （1995年）
- 男たちのかいた絵 （1996年）
- ガメラ2 レギオン襲来（1996年） - 主演・渡良瀬佑介
- 樹の上の草魚（1997年）
- タオの月（1997年）
- 売春暴力団（1997年）
- MIND GAME（1998年）
- 修羅がゆく7 四国烈死篇（1998年）- 鮫島組組長 鮫島直樹
- 新唐獅子株式会社（1999年）- 宮島
- 極道の妻たち 赤い殺意（1999年）- 田所軍治
- お受験（1999年）
- クロスファイア（2000年）
- スイート・スイート・ゴースト（2000年）
- 郡上一揆（2000年）
- 長崎ぶらぶら節（2000年）
- 姐御 〜ANEGO〜（2003年）- 紺野淳一
- おにぎり ARCADIA物語（2004年）
- 透光の樹（2004年）
- 渋谷物語（2005年）
- 水に棲む花（2006年）
- 出口のない海（2006年）
- 眉山-びざん-（2007年）
- 人が人を愛することのどうしようもなさ（2007年）
- 北辰斜にさすところ（2007年）
- わたし出すわ（2009年）
- 手のひらの幸せ（2010年）
- ゴールデンスランバー（2010年） - 小鳩沢
- リアル鬼ごっこ2（2010年）
- 学校をつくろう（2011年）
- 花子の日記〜ビーフのキョーフ物語〜（2011年）
- 種まく旅人〜みのりの茶〜（2012年）
  - 種まく旅人 くにうみの郷（2015年）
- HESOMORI -ヘソモリ-（2012年）
- 真夏の方程式（2013年）
- 海難1890（2015年）
- 北の桜守（2018年） - 三田医師
- 糸（2020年） - 桐野昭三[24]
- みをつくし料理帖（2020年） - 伝右衛門[25]
- 美しき誘惑-現代の「画皮」-（2021年5月） - 塩村歩元総理 役
- 信虎（2021年11月） - 武田信玄・武田逍遥軒 二役
- 種まく旅人〜醪のささやき〜（2025年公開予定）[26]

### Vシネマ
- あやまり屋稼業（1997年） - 宗像剛(謝罪代理士)
- ケンカ包丁!! 義（2000年、東映ビデオ） - 彫り師 ※友情出演
- 新・修羅の軍団（2010年）
- 疵と掟（2018年） - 安斉組幹事長 台村組組長 台村恭平

### 舞台
- 悲劇アトレウス家の崩壊（1983年12月2日 - 26日、帝国劇場） - オレステス
- ソールジャーズ・プレー（1987年）
- カッコーの巣の上を（1987年）
- たそがれてカサブランカ（1989年4月14日 - 30日、パルコ劇場）
- 飢餓海峡（1990年、2006年）
- 榎本武揚（1991年、銀座セゾン劇場）
- やせがまんの系譜（1992年）
- SANADA（1992年）
- ナスタージャ（1993年）
- ラブ・レターズ（1993年）
- 怒りのぶどう（1994年）
- インスペクター・コールズ（1994年）
- 青春の甘き小鳥（1995年）
- ヨコハマ物語（1996年）
- 真夜中のパーティ（1997年）
- スタンド・バイ・ミー（1997年）
- 鶴女夢物語（1997年）
- 女やさかい（1998年）
- 風の盆恋歌（1998年）
- 恋愛のれん（1999年）
- 恋の三重奏（1999年）
- 欲望という名の電車（2001年）
- おはん（2001年）
- 恋愛のれん（2001年）
- 鶴屋南北 悪の華（2001年8月31日- 9月25日、帝国劇場） - 猿島惣太
- 大阪から来た女（2001年11月1日 - 26日、大阪松竹座、2001年12月1日 - 25日、新橋演舞場） - 春日林太郎
- 用心棒（2002年） - 卯之助
- サボテンの花（2003年、2004年）
- 越路吹雪物語（2003年）
- 花あかり（2004年）
- 太夫さん／夫婦の決闘（2004年）
- びっくり箱-姉妹編-（2006年3月24日 - 4月23日、紀伊國屋ホール）
- たとえば野に咲く花のように - アンドロマケ（2007年10月 - 11月、新国立劇場中劇場）
- オットーと呼ばれる日本人（2008年5月27日 - 6月8日、新国立劇場）
- タクフェス第6弾 あいあい傘（2018年10月5日 - 12月9日、サンシャイン劇場 ほか） - 東雲六郎 役
- もしも彼女が関ヶ原を戦ったら（2025年2月16日 - 24日、IMM THEATER） - 多々良健一 役[27]

### ラジオドラマ
- ぼんくら・日暮らし（2005年10月 - 2006年3月、ABCラジオ） - 政五郎親分

### バラエティ
- 産地発!たべもの一直線（2007年4月 - 2012年3月、NHK総合ほか）5年間にわたって、司会を務めた。
- ゆうどきネットワーク（NHK総合、不定期）
- 生中継!博多どんたく2008（2008年5月3日、NHK福岡）俳優としてよりも上2項目による「食と農業」関連でゲスト出演。
- ぶらり途中下車の旅（日本テレビほか）
- 秘密のケンミンSHOW（ytv制作・日本テレビ系）千葉県民代表として出演
- 日本史サスペンス劇場（日本テレビ系） - 大岡忠相
- 地球街道（テレビ東京系）
- いい旅・夢気分（テレビ東京系）
- 土曜スペシャル（テレビ東京系）
- やじうまテレビ!（2011年4月-2013年9月、テレビ朝日ほか）月曜日コメンテーター
- 永島敏行の農業バンザイ! すごいぞ秋田の農業[28]（2011年10月 -、秋田テレビ）
- 決定!これが東京オリンピック追加種目だ（2017年、NHK衛星第1テレビジョン）ナレーション

## 受賞歴
- 第3回報知映画賞 新人賞
- 第3回 熊本映画祭  日本映画男優賞
- 第1回 学生映画大賞 男優賞
- 第16回 ゴールデン・アロー賞 映画賞 新人賞
- 第11回 テレビ大賞 新人賞
- エランドール賞

以上、映画『サード』『事件』『帰らざる日々』に対して
- 第21回ゴールデン・アロー賞 演劇賞 新人賞
- 第6回 報知映画賞 主演男優賞
- 第3回 ヨコハマ映画祭 主演男優賞
- 第24回ブルーリボン賞　主演男優賞
- 第55回キネマ旬報ベスト・テン 主演男優賞
- 第5回日本アカデミー賞　優秀主演男優賞

以上、映画『遠雷』に対して
- 文化庁芸術祭 優秀賞 『潮騒の彼方から』